# Daler silvermynt

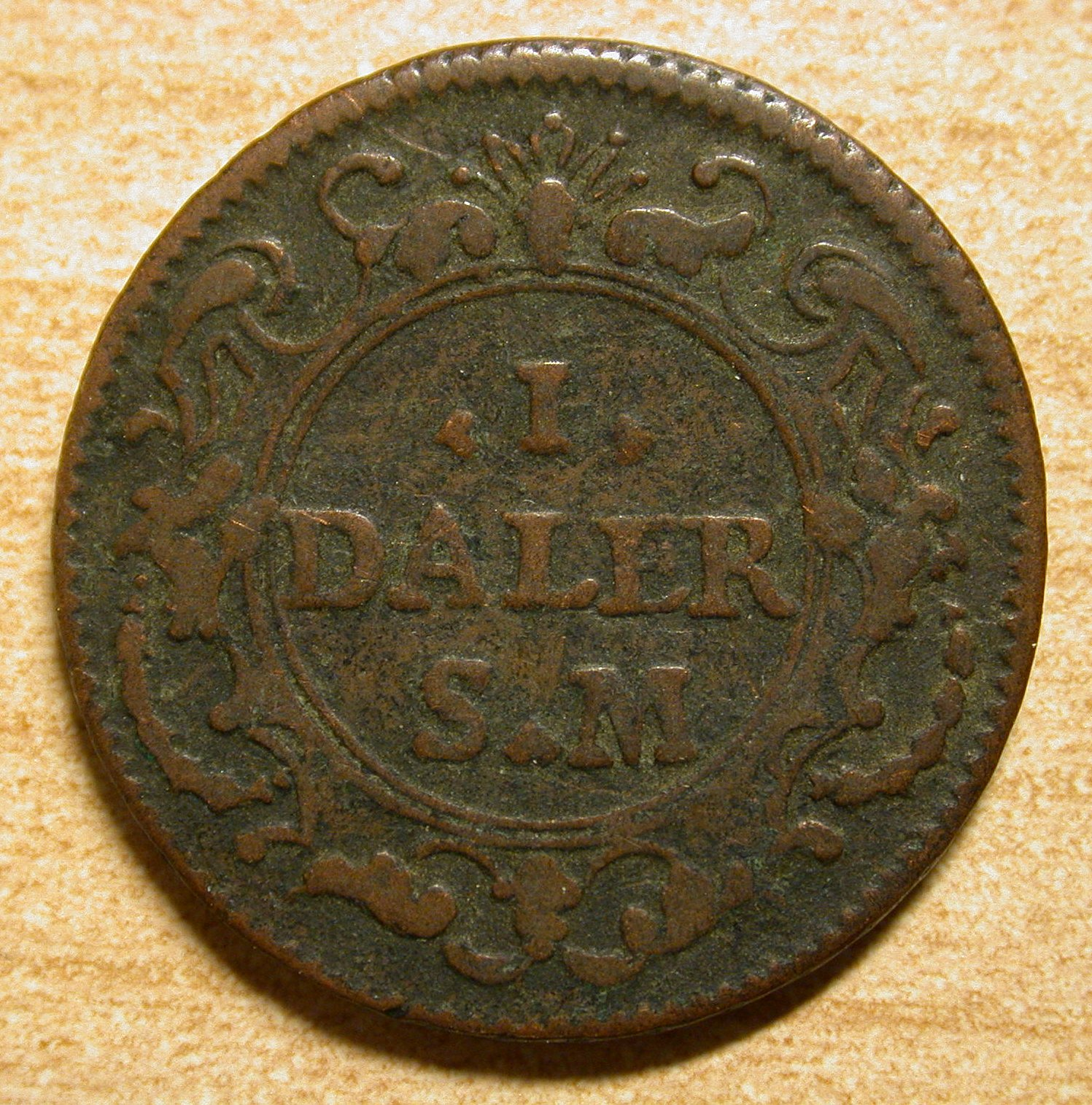
Ett mynttecken, nominellt en daler silvermynt.

Valutan daler silvermynt (daler SM eller daler smt) användes i Sverige mellan 1633 och 1776. 1 daler silvermynt fastställdes till 2 daler (enkelt) kopparmynt 16 augusti 1633, till 2,5 daler (enkelt) kopparmynt 24 mars 1643 och till 3 daler (enkelt) kopparmynt 7 oktober 1665. Efter 1776 ändrades huvudvalutan till riksdaler (specie).
Mellan åren 1715 till 1719 gavs det ut nödmynt, som var av koppar och skulle motsvara värdet på 1 daler silvermynt. De vägde bara ca 6 gram och blev därför ett kreditmynt.
1 riksdaler = 3 daler SM = 96 öre silvermynt.

1 daler silvermynt = 2 daler carolin = 4 mark = 32 öre SM (1 öre silvermynt = 24 penningar).

De lägsta nominalerna 1 och 2 öre silvermynt var präglade i koppar.
I bokföring från denna tid (1633-1776) används ofta kolumnerna: daler SM, öre SM och penningar.

## Växelkurs
1719 – 1776 var 1 riksdaler = 3 daler silvermynt = 9 daler kopparmynt. (före 1665 var kursen mot kopparmynt annorlunda)

1776 - 1 riksdaler = 6 daler silvermynt. 

En tunna guld var 100 000 daler silvermynt.